# Passerina (cépage)
La  passerina est un cépage italien de raisins blancs.

## Origine et répartition géographique

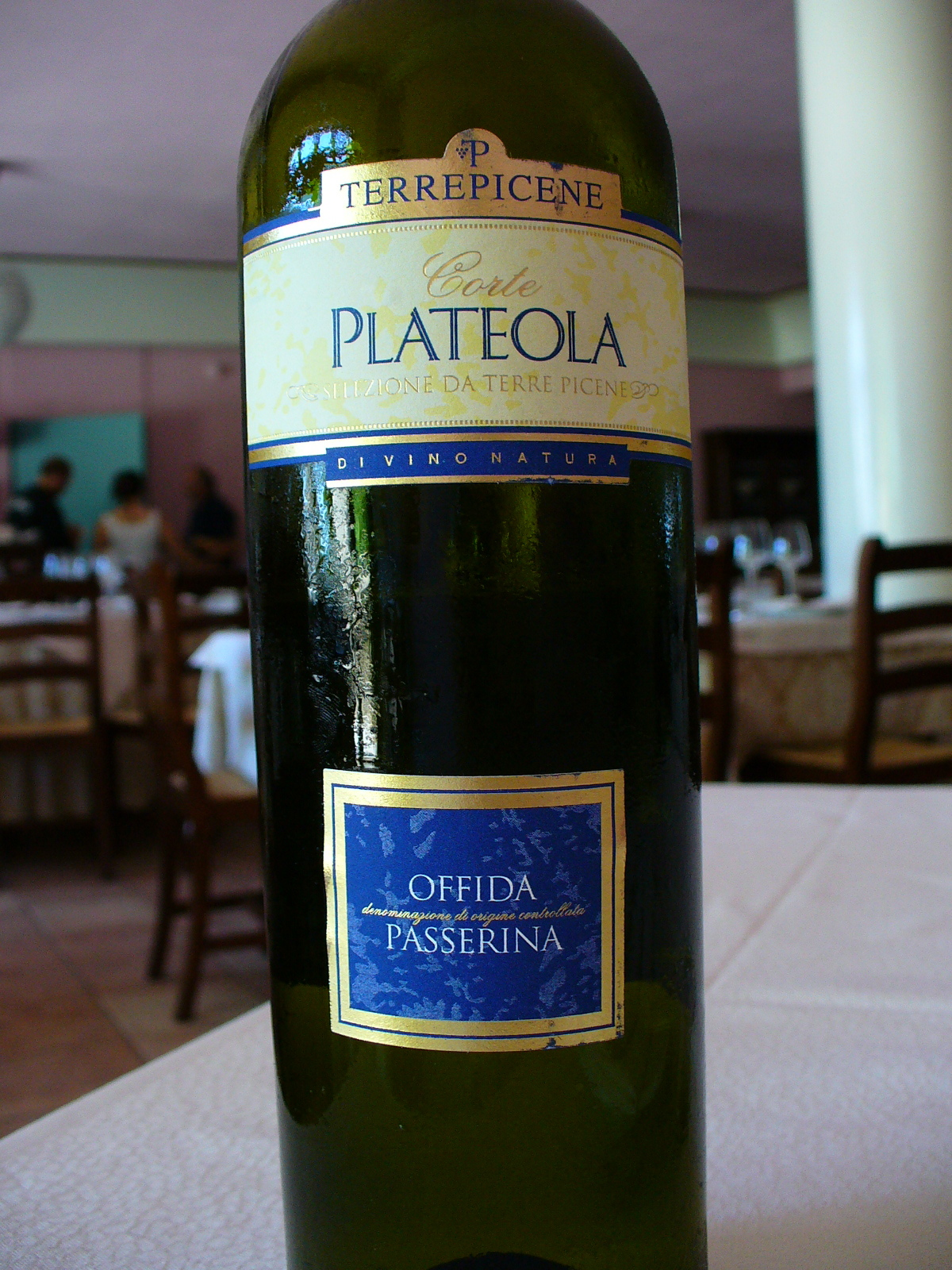
Une bouteille de Offida-Passerina des Marches

La passerina est un cépage de cuve et de table, dont la culture s'étend sur environ 1 160 hectares dans les Abruzzes, les Marches, l'Ombrie et le Latium.
La passerina est recommandée dans les provinces d'Ancône, d'Ascoli Piceno, de Frosinone et de Macerata. Elle est autorisée en province de Teramo. Elle est classée cépage d'appoint en DOC, Controguerra et Falerio dei Colli Ascolani.
L'acidité qu'elle confère aux vins la prédispose à l'élaboration de vins effervescents.

## Synonymes
La passerina est connue localement sous les noms de cacciadebiti, caccione, camplese, corinthe blanc, pagadebit gentile, passerina bianca, scacciadebito, uva d'oro, trebbiano di Teramo, uva passa, uva passera.